# Mariclaire Acosta
Mariclaire Acosta Urquidi (7 de noviembre de 1947, CDMX) es una académica, activista, ex-servidora pública mexicana y especialista reconocida internacionalmente en temas relacionados con la defensa y promoción de los derechos humanos.Desde 2018 es presidenta del Comité de Participación Ciudadana del Sistema Nacional Anticorrupción.

## Trayectoria

### Estudios
Estudió sociología en la Universidad Nacional Autónoma de México y se especializó en temas de política y gobierno en América Latina en la Universidad de Essex.

### Carrera profesional
Dirigió la oficina para México de Freedom House, una organización estadounidense dedicada a la promoción de la democracia y la defensa de los derechos humanos. Fue investigadora asociada del Centro de Investigación y Docencia Económicas (CIDE), en donde desarrolló un proyecto de investigación sobre el lugar de la impunidad en el sistema democrático mexicano, las formas en que se ha normalizado e institucionalizado, así como sobre la percepción social del tema. Esta investigación tuvo como propósitos establecer una ruta de análisis conceptual y promover la apropiación crítica del tema por parte de la sociedad civil organizada. Los resultados de la misma han sido publicados por la Comisión de Derechos Humanos del Distrito Federal bajo el título de La impunidad crónica de México: una aproximación desde los derechos humanos. 
Fue Embajadora Especial de Derechos Humanos y Democracia (2000) y Subsecretaria de Derechos Humanos y Democracia de la Secretaría de Relaciones Exteriores (SRE) de México (2001-2003). Directora del Departamento de Gobernabilidad Democrática y asesora especial del secretario general en la Organización de los Estados Americanos (OEA), hasta marzo de 2008. Posteriormente, directora para las Américas del Centro Internacional para la Justicia Transicional (International Center for Transitional Justice,ICTJ). 
Durante diez años presidió la Comisión Mexicana de Defensa y Promoción de los Derechos Humanos, A.C. (1990-2000). También fue fundadora y directora de la Academia Mexicana de Derechos Humanos (1984-1989). Ambas organizaciones fueron pioneras en el movimiento mexicano por los Derechos Humanos y han hecho aportaciones importantes a esta causa. Fue la primera representante de la Sección México de Amnistía Internacional, de 1977 a 1984.
Ha impartido clases en El Colegio de México, la Universidad Nacional Autónoma de México y  American University, entre otras instituciones académicas. En 2010, fue titular de la Cátedra UNESCO en Educación para la Paz, Derechos Humanos y Democracia, en la Universidad de Utrecht, en los Países Bajos, en donde ofreció la conferencia magistral The Uncertain Defeat of Authoritarianism, Lawlessness and Human Rights in Mexico.
Participante en distintas misiones internacionales de derechos humanos, fue también Coordinadora de Asesores del Ejército Zapatista de Liberación Nacional (EZLN) durante los diálogos de paz en San Andrés Larráinzar, Chiapas.

## Publicaciones
Ha publicado artículos de opinión en diversos medios de comunicación como Le Monde, La Jornada, Reforma, El Universal y Voices of Mexico. También participó en el proyecto 72migrantes.com sobre la masacre del Rancho San Fernando en Tamaulipas, México (2010).

### Libros
- 2016. - Luis Raúl González Pérez. En defensa de periodistas y defensores de derechos humanos en riesgo. México: Tirant lo Blanc.
- 2015. El estado actual de la protección a la libertad de expresión en México antología de textos jurídicos. México, D.F. Comisión Nacional de los Derechos Humanos, Freedom House.
- 2012. La impunidad crónica de México: una aproximación desde los derechos humanos. 2012. México: CDHDF.
- 2011. -Guadalupe Barrena Nájera.uperar la impunidad hacia una estrategia para asegurar el acceso a la justicia en México : reporte de investigación. [México, D.F.] CIDE [2011]
- 2011.-Sergio Aguayo Quezada, Julio Mata Montiel,  Santiago Corcuera, Juan Manuel Gómez Robledo, y Rafael Grasa. Justicia transicional en México a la luz de las experiencias latinoamericanas. ¿Es viable y deseable una Comisión de la Verdad?. México, D.F.: El Colegio de México.
- 2006. -John Burstein. 2006. Que puede haber dentro de un nombre?: estudios de caso sobre identidad y registro en América Latina y el Caribe. Washington, D.C.: Inter-American Development Bank.

- 2005. The women of Ciudad Juárez. Berkeley, CA: Center for Latin American Studies, University of California, Berkeley.
- 2002. Mil y un matices de los derechos humanos. Nuevo León, México: Comisión Estatal de Derechos Humanos.
- 2012.- Guadalupe Barrena. La impunidad crónica de México: una aproximación desde los derechos humanos. México: Comisión de Derechos Humanos del Distrito Federal.
- 1998. "Violencia: una manera más de discriminar a la mujer". Perfiles Liberales (Mexico). 12 (57): 70-72.-Rocío Culebro.
- 1996. Informe sobre la situación de los derechos humanos en México durante la administración de Ernesto Zedillo: (1o de diciembre de 1994 al 31 de enero de 1996). México, D.F.: Comisión Mexicana de Defensa y Promoción de los Derechos Humanos, A.C.
- 1995. Los rostros del racismo. [México, D.F.]: Comisión Mexicana de Defensa y Promoción de los Derechos Humanos.
- 1992. Los Derechos humanos en México. México: Comisión Mexicana de Defensa y Promoción de los Derechos Humanos, A.C.
- 1981. -Roberto Arizmendi Rodríguez, and Jorge Bartolucci Incico. 1981. Perfil del alumno de primer ingreso al Colegio de Ciencias y Humanidades. México: Universidad Nacional Autónoma de México, Dirección General de Publicaciones.
- 1976. El aborto en México. México: Fondo de Cultura Económica.
- 1976. Programa de introducción a las ciencias sociales: Semestres I y II. México: Asociación Nacional de Universidades e Institutos de Enseñanza Superior

### Artículos de revista
- 2001. "Comentarios sobre los actores sociales". Encuentros) y Desencuentros En La Salud Reproductiva : Políticas Públicas, Marcos Normativos Y Actores Sociales. 233-236.
- 2001. "El rol y la agenda de la sociedad civil organizada en el proceso del establecimiento de la Corte Penal Internacional". Justicia Penal Internacional. 235-238.
- 2008. "Los estereotipos de la mujer mexicana en las fotonovelas". Revista Diálogos : Antología. pp. 179-184.
- 1994. "Under the volcano: Human rights, official torture, and the ...The Humanist; Washington, D.C. v. 54, no.. 6,  (Nov
- 1976. "Comunicación colectiva y socialización política: estudio comparativo del campo y la ciudad". UNAM FCPyS.

### Capítulos de libros
- 2004. "La detención arbitraria", en Álvarez Ledesma, Mario. Derechos humanos y víctimas del delito. México: Instituto Nacional de Ciencias Penales.
- 2004. "Sorpresas", en Dresser, Denise. Gritos y susurros: experiencias intempestivas de 38 mujeres. México: Grijalbo.
- 2001. "Comentarios sobre los actores sociales", en Juan Guillermo Figueroa y Claudio Stern. Encuentros y desencuentros en la salud reproductiva : políticas públicas, marcos normativos y actores sociales. México, D.F. : El Colegio de México, 2001. pp..233-236.

### Reconocimientos
- Medalla del Rey y la Reina de España "Encomienda de la Orden del Mérito Civil".
- "Hambre de Justicia", de Grassroots International.
- Medalla Roque Dalton del Consejo de Cooperación en Ciencia y Cultura de El Salvador.